# 基本要素主义
基本要素主義（英語：Elementarism）由特奥·范杜斯堡提出，是相對于藝術研究的一個概念，指在創作與思索意境造作的原質化過程所粹化出與實存世界形成交集的基礎構成，也需要透過時間與空間經常性的來回檢視；任何務實的藝術都不排斥階級，也不能夠排斥階級。也正因為這種物質文明的差異水平，在所安排的空間構成中元素間距的構成關係形式的體驗價值之中，形成一抽象形式的門脈，穿梭時空與體制之所限。